# Giulio Montano
Giulio Montano (in latino Iulius Montanus; fl. I secolo) è stato un poeta romano.

## Biografia
Montano visse nel I secolo d.C., probabilmente tra l'età di Augusto e l'età di Tiberio, essendo il poeta molto caro a quest'ultimo.

## Opere
Fu autore di versi eroici ed elegiaci, riccorrendo prevalentemente all'esametro e al pentametro. Ne rimangono due frammenti nelle epistole di Seneca.
(Montano, Frammento 1)
(Montano, Frammento 2)